# Кольчища
Кольчища — река в России, протекает по Старорусскому району Новгородской области. Устье реки находится в 14 км по левому берегу реки Тулебля. Длина реки составляет 19 км.
У истока на реке стоит деревня Грузово Великосельского сельского поселения (бывшего Тулебельского сельского поселения). Ниже река протекает через территорию Наговского сельского поселения, на реке стоят деревни Разлив и Пуговкино. Около устья на правом берегу реки стоит деревня Дубовицы Старорусского городского поселения.

## Данные водного реестра
По данным государственного водного реестра России относится к Балтийскому бассейновому округу, водохозяйственный участок реки — Бассейн озера Ильмень без рек Мста, Ловать, Пола и Шелонь, речной подбассейн реки — Волхов. Относится к речному бассейну реки Нева (включая бассейны рек Онежского и Ладожского озера).
Код объекта в государственном водном реестре — 01040200512102000024174.